# Howard Lutnick
Howard William Lutnick, född 14 juli 1961 , är en amerikansk affärsman som sedan 2025 är USA:s handelsminister i Donald Trumps administration.

## Uppväxt och studier
Howard Lutnick föddes i en judisk familj  den 14 juli 1961 i Jericho på Long Island, och är son till Solomon Lutnick, historieprofessor vid Queens College, och Jane Lutnick, målare och skulptör.
Lutnick efterträdde Bernard Gerald Cantor som chef för Cantor Fitzgerald. Lutnick var styrelseordförande och VD för Cantor Fitzgerald och BGC Group. Lutnick stod på Donald Trumps sida både under presidentvalet 2020 och 2024 och skänkte även pengar till dennes kampanjer. I samband med detta har han också blivit känd som en förespråkare för höga och breda tullar, vilket ligger i linje med Donald Trumps syn på ekonomin.  I november 2024 meddelade Donald Trump, tillträdande amerikansk president, att han avser att nominera Lutnick till handelsminister.

## Politik
Lutnick har gjort sig känd som förespråkare av höga och breda tullar. Han är likaså en anhängare av kryptovalutor såsom Tether.